# Dustin Moskovitz
Dustin Aaron Moskovitz (* 22. května 1984 Florida) je americký manažer a podnikatel, který společně s Markem Zuckerbergem, Eduardem Saverinem a Chrisem Hughesem založil internetovou sociální síť Facebook.
V roce 2008 Facebook opustil a společně s Justinem Rosensteinem založil společnost Asana.. V březnu roku 2011 ho magazín Forbes prohlásil za nejmladšího miliardáře všech dob na základě jeho 2,34% podílu ve společnosti Facebook.

## Mládí
Narodil se v Gainesville ve státě Florida a vyrůstal v Ocale na Floridě. Navštěvoval Vanguardskou vysokou školu, obor programování. Dále pokračoval na Harvardově univerzitě, kde studoval dva roky ekonomii, než se s Markem Zuckerbergem odstěhoval do Palo Alta. V Palo Altu začal pracovat pro Facebook.

## Profesní životopis
Zakladatelé Facebooku, Mark Zuckerberg, Eduardo Saverin, Chris Hughes, byli jeho spolubydlící na vysokoškolské koleji na Harvardově univerzitě, kde založili v červnu 2004 sociální síť Facebook. První adresa Facebooku byla thefacebook.com. a měla být používána jako online adresář všech studentů Harvardovy univerzity. Síť jim měla pomoci v online komunikaci. V červnu v roce 2004 se rozhodl s Markem Zuckerbergem přemístit základy Facebooku do Palo Alta, kde si zároveň najali osm zaměstnanců. Byl ve Facebooku prvním technickým ředitelem, viceprezidentem pro inženýrství, vedl technický personál a dohlížel na architekturu webu. Stejně tak byl zodpovědný i za firemní mobilní strategii a rozvoj. Později se k nim přidal Sean Parker.
Dne 3. října 2008 oznámil svůj odchod od Facebooku. Poté s Justinem Rosensteinem, který opustil společnost Google, založil společnost Asana. V listopadu 2009 získali od sponzorů Benchmark Capital a Andreesse Horowitze 9 000 000 dolarů na financování své nové společnosti, další investice poskytl Ron Conway, Peter Thiel, Mitch Kapor, a Sean Parker. Dne 7. února 2011 společně s Rosensteinem představil softwarovou aplikaci Asana.

## Ve filmu
O zakladetelích facebooku byl ve Spojených státech amerických natočen životopisný film The Social Network, v němž postavu Dustina Moskovitze ztvárnil herec Joseph Mazello.